# جورج هنري مور
جورج هنري مور (بالإنجليزية: George Henry Moore)‏ هو مؤرخ وأمين مكتبة أمريكي، ولد في 20 أبريل 1823، وتوفي في 5 مايو 1892.